# Нова Каракуба
Нова́ Каракуба́ (з 1945 по 2024 рік — Кра́сна Поля́на; в минулому — Нова-Каракума, Нова-Каракуба, Гончариха) — село Старомлинівської сільської громади Волноваського району Донецької області України.

## Загальні відомості
Село розташоване на берегах річки Мокрі Яли, у яку впадає річка Суха Яла. Відстань до райцентру становить понад 40 км і проходить автошляхом Т 0518. Землі села межують із територією с. Антонівка Розівського району Запорізької області та с. Передове Волноваського району Донецької області. Неподалік від села розташований ботанічний заказник «Мокроялинський».

## Назва
Каракуба в перекладі з кримськотатарської мови "чорна печера".

## Історія
У сучасному селі Нова Каракуба поєднано два села: на південному сході румейська колонія Нова Каракуба, на північному заході німецька колонія Єлизаветдорф.

### Нова Каракуба
Нова Каракуба заснована у 1787 році румеями, депортованими росією з Криму. За даними на 1859 рік у казенному селі Нова Каракуба (Гончариха) Маріупольського грецького округу Олександрівського повіту Катеринославської губернії мешкало 1156 осіб (593 чоловічої статі та 563 — жіночої), налічувалось 281 дворове господарство, існував православний молитовний будинок.
Станом на 1886 рік у румейській колонії Старо-Керменчицької волості Маріупольського повіту Катеринославської губернії мешкало 1518 осіб, налічувалось 260 дворових господарств, існували православна церква, молитовний будинок, школа, 5 лавок й 2 винних погріби.
За переписом 1897 року кількість мешканців зросла до 2438 осіб (1248 чоловічої статі та 1190 — жіночої), з яких 2402 — православної віри.
У 1908 році у румейському поселенні, центрі окремої Ново-Каракубської волості, мешкало 3531 особа (1779 чоловічої статі та 1752 — жіночої), налічувалось 465 дворових господарства.
7 (20) листопада 1917 року, відповідно до Третього Універсалу Української Центральної Ради, увійшло до складу Української Народної Республіки.  

### Єлизаветдорф
Північно-західна частина Красної Поляни у 19 сторіччі було окремим поселенням — німецькою колонією № 19 Елизабетдорф, Єлизаветівка; Єлизабетталь, Єлизаветполь, Блюменталь, № 19. Заснована у 1825 році. Засновники — 35 сімей із Бадена, Гессен-Дармштадта, Ельзаса. Лютеранські приходи Грунау і Людвігсталь. Молільний дім. Землі 2100 десятин (1857; 35 подвір'їв і 6 безземельних сімей). Школа. Жит.: 407 (1859), 674 (1885), 522/453 нім. (1897), 398 (1905), 382 (1908), 529 (1911), 588 (1919).
За даними 1859 року у Елизабетдорфі над Мокрими Ялами було 35 подвір'їв, 407 мешканців, 2 заводи.

### Дослідження
Говори (діалекти) саме 3-ї групи румейської мови за мовознавцями І. Соколовим і А. Білецьким стали основою для румейсько-російсько-новогрецького словника (укладачка — Рімма Харабадот) 2006 року (близько 6360 слів).

### Зараз
У 1945 році село було перейменовано на Красну Поляну.
10 квітня 2024 року Комітет Верховної Ради України з питань організації державної влади, місцевого самоврядування, регіонального розвитку та містобудування підтримав перейменування села на Нова Каракуба.
19 вересня 2024 року селу було повернуто історичну назву.

## Населення
За даними перепису 2001 року населення села становило 4606 осіб, із них 12,44 % зазначили рідною мову українську, 80,26 % — російську, 7,1 % — грецьку, 0,11 % — німецьку та 0,04 % — білоруську мову.

## Відомі люди
- Стремовський Георгій Якович — український звукооператор.
- Касьянов Анатолій Васильович — український і радянський діяч.
- Чех Максим Сергійович — український футболіст.